# Basílica de São Martinho de Mondonhedo
A Basílica de São Martinho de Mondonhedo é um templo de origem pré-românica situado na Marinha Lucense, sede do bispado de Mondonhedo durante muitos anos, que se encontra em bom estado de conservação. Localiza-se na paróquia de São Martinho de Mondonhedo, concelho de Foz, no norte da província de Lugo. Na atualidade, além de estar aberta ao culto, abriga no seu interior um museu.
É considerada a catedral mais antiga da Espanha, já que no século IX foi sede de dois bispados do Reino da Galícia, um transladado a partir de Dumio, no distrito de Braga (Portugal), e outro transladado a partir da Britónia, na província de Lugo.
O edifício atual é românico de finais do século XI e os robustos contrafortes são obra do século XVIII. Desde o ano de 1931 está catalogada como BIC e em 2007 obteve a categoria de basílica.